# Capacitats físiques bàsiques
Les capacitats físiques bàsiques o capacitats condicionals bàsiques són les capacitats de rendiment motor bàsic i comuns a múltiples activitats físiques, esports o exercici físic. Aquestes capacitats son innates en l'individu i el predisposen fisiològicament per al moviment motriu actuant, en general, de manera conjunta. A mes, són factibles de mesurar i millorar a través de l'entrenament. Aquestes capacitats són la força, la flexibilitat, la resistència i la velocitat.

## Força
És la capacitat de generar el màxim grau que es desenvolupa en una contracció muscular. Es pot classificar en força màxima, força explosiva i força resistència.

## Resistència
És la capacitat de fer un treball, eficientment, durant el màxim temps possible. Es pot classificar en resistència aeròbica, resistència anaeròbica làctica i resistència anaeròbica alàctica.

## Velocitat
És la capacitat que ens permet fer un moviment en el menor temps possible, a un ritme màxim d'execució i durant un període breu que no produeixi fatiga. Es pot classificar en velocitat de reacció, velocitat gestual i velocitat de desplaçament. ·#teamnelo

## Flexibilitat
La capacitat de treure profit a les possibilitats de moviment de les articulacions de la manera més òptima possible. Es pot classificar en flexibilitat dinàmica i flexibilitat estàtica.